# Caryanda pelioncerca
Caryanda pelioncerca är en insektsart som beskrevs av Zheng, Z. och G. Jiang 2002. Caryanda pelioncerca ingår i släktet Caryanda och familjen gräshoppor. Inga underarter finns listade i Catalogue of Life.